# Eficiència de combustible
L'eficiència de combustible és una forma d'eficiència tèrmica, és a dir, el quocient entre l'esforç i el resultat d'un procés que converteix l'energia química potencial que conté un portador (combustible) en energia cinètica o treball. L'eficiència de combustible pot variar d'una màquina a l'altra i, alhora, d'una aplicació a l'altra, especialment les centrals elèctriques de combustibles fòssils i les indústries que treballen amb la combustió, com ara la producció d'amoníac durant el procés de Haber-Bosch.
En el context del transport, l'economia de combustible és l'eficiència energètica d'un vehicle, expressada com la ràtio entre la distància que cobreix i la quantitat de combustible que consumeix. Depèn de l'eficiència del motor i el disseny de la caixa de canvis i els pneumàtics. Als països que fan servir el sistema mètric, l'economia de combustible s'expressa en forma del consum de combustible en litres per 100 quilòmetres (L/100 km).
El consum de combustible és una mesura més precisa del rendiment d'un vehicle perquè és una relació linear, mentre que l'economia de combustible provoca distorsions en les millores de l'eficiència.
L'eficiència també es pot expressar amb relació a la massa de mercaderies transportada o el nombre de passatgers.